# Deplanchea bancana
Deplanchea bancana là một loài thực vật có hoa trong họ Chùm ớt. Loài này được (Scheff.) Steenis mô tả khoa học đầu tiên năm 1927.